# Vita da star RMX/Playboy
Vita da star RMX/Playboy è un singolo dei rapper italiani Marracash e Fabri Fibra, pubblicato il 7 luglio 2015 dalla Universal Music Group.

## Descrizione
Il primo brano, Vita da star RMX, è un remix del brano omonimo di Marracash contenuto nel suo quarto album in studio Status, pubblicato nel gennaio 2015.
Il secondo, Playboy, è invece un brano pubblicato da Fabri Fibra all'interno del suo ottavo album in studio Squallor, uscito nel mese di aprile dello stesso anno. Prima della pubblicazione del doppio singolo, quest'ultimo brano era già uscito nelle stazioni radiofoniche a partire dal 6 giugno.

## Video musicali
In contemporanea alla pubblicazione del singolo, Marracash ha pubblicato il videoclip di Vita da star RMX, diretto da Eddie Bolli.
Il 20 luglio dello stesso anno è stato invece pubblicato il video di Playboy, diretto da Edoardo Bolli e Simone Mogliè.

## Tracce
1. Marracash – Vita da star RMX (feat. Fabri Fibra) – 4:00
2. Fabri Fibra – Playboy (feat. Marracash) – 4:29